# 6abc Dunkin' Donuts Thanksgiving Day Parade
6ABC - Dunkin' Donuts Thanksgiving Day Parade är en årlig Thanksgiving-tomteparad i Philadelphia, Pennsylvania, sponsrad av WPVI-TV. Den är USA:s äldsta Thanksgivingparad.  Den kallades tidigare 6abc IKEA Thanksgiving Day Parade, 6abc Boscov's Thanksgiving Day Parade, och ursprungligen Gimbels Thanksgiving Day Parade tills Gimbels varuhus stängde igen 1987.

### Fotnoter
1. ↑  WPVI 6abc web page announcing name change Arkiverad 6 augusti 2012 hämtat från the Wayback Machine. Läst 20 november 2011